# Alfred Shrubb
Pour les articles homonymes, voir Shrubb.
Alfred Shrubb, né le 12 décembre 1879 et mort le 23 avril 1964, est un athlète anglais spécialiste de la course de fond. Il a détenu plusieurs records du monde, notamment sur le 2 miles.